# Antón Jaén
Antón Jaén (Badajoz, 1490 - desaparecido después de 1545) fue con conquistador español en América.
Había nacido en Badajoz en el año 1490, y era hijo de Pedro Jaén y de María Rodríguez Obtuvo licencia para pasar a Indias el 13 de noviembre de 1512 y como era de familia destacada, salía acompañado de su criado Martín Rodríguez. Se quedan en Santo Domingo, y según sus declaraciones, Jaén llegaba a las costas de Cumaná en 1521, en la expedición de Jácome Castellón cuando fueron a construir una fortaleza en la desembocadura del río Manzanares, cerca de Cumaná, para asegurar el suministro de agua a los españoles que vivían en la isla de Cubagua. En la bibliografía extremeña Jaén aparece con los nombre de Antón Alonso.
Terminados los trabajos de la fortaleza, Antón Jaén se quedaba en la vecina isla de Cubagua al olor de la explotación de perlas que comenzaban a dar buenos dividendos una vez que había desaparecido la amenaza de los indígenas, que echaron de la isla a los españoles que empezaba a explotar las pesquerías de perlas. Jaén se instala en la isla y comienza a prosperar con el negocio de las perlas, que generalmente las vendía a su coterráneo el armador Diego Caballero, quien estaba residenciado en Santo Domingo 

## La isla
La isla de Cubagua está situada entre la isla Margarita y la costa venezolana, tiene una extensión de 25 km², y es sumamente llana y arenosa en su composición; con escasa vegetación y sin vestigios de agua potable. Fue descubierta por Colón en 1498, y en 1516 se establecían en ella la primera colonia de españoles.
Después de este primer intento poblador, y debido al continuo ataque de los indígenas, la isla se despobló por completo hasta 1521, que con el auxilio castrense que le habían prestado Gonzalo de Ocampo y Jácome Castellón reprimiendo los ataques indígenas desde la costa; una vez desaparecida la amenaza indígena, la isla empezaría a poblarse rápidamente para explotar los ostiales perleros.
En pocos años, aquel árido islote, se convierte en un emporio debido a los altos dividendos y productivos jornales que proporcionan las perlas. Velozmente, Nueva Cádiz, como la nombran a la floreciente ciudad que ha surgido, rivaliza en lujo y suntuosidad con cualquiera de las ciudades europeas. El dinero se ganaba a manos llenas, y aquellos yermos arenales se cubrirán de suntuosas casas y majestuosos edificios oficiales; y al socaire de las suculentas ganancias, acudirán los personajes más heterogéneos de la sociedad que viajaba entonces por las costas caribeñas. 
Aventureros, comerciantes y soldados de las expediciones conquistadoras que llegaban a la isla para adentrarse en las gobernaciones concedidas por la Corona, todos ponían el pie en la opulenta Nueva Cádiz, que llegó a contar 1000 habitantes fijos. Como la isla nada producía ni tenía agua potable ni leña para los usos domésticos, Antón Jaén ostentaba el monopolio de estos suministros, y la rentabilidad que obtenía con este negocio era tan importante como la que le daban los bancos de perlas. 
A partir de 1537, los bancos de ostras comienzan a agotarse y la desesperación hace que la mayoría de sus habitantes abandonen la isla y busquen nuevos horizontes donde puedan seguir viviendo. La majestuosa ciudad que habían levantado comienza a quedarse sola y a deteriorarse por la falta de mantenimiento de las viviendas; y para terminar de arruinarla, en 1541 se presenta una asoladora tempestad secundada por un terrible maremoto que dará al traste con aquel emporio, donde tantos españoles se habían hecho ricos y donde habían muerto tantos esclavos perleros. 

## Justificación esclavista
Los Reyes Católicos, aconsejados por asesores de dura mollera y alma perturbada, ponen a circular una real pragmática que, por sus descabellados términos, dista mucho de los buenos sentimientos de que hacían gala ambos monarcas. Ese insólito e inhumano documento, daba patente de corso a cualquier español para que esclavizara indígenas en las costas e islas del territorio indiano. 
Pero el beneficiado con esta explotadora prebenda, además de que solamente estaba autorizado a esclavizar a los que practicaran el canibalismo, tenía que acatar las leyes estrictamente y no podía dedicarse a cazarlos indiscriminadamente sin leerles previamente una desatinada pracmática documento que decía lo siguiente: 
“Sabed que hay un Dios en el Cielo y un Papa vicario suyo en la Tierra. El Papa ha concedido este Nuevo Mundo a los reyes de Castilla, por lo que sois vasallo de Isabel y Fernando; y si no os sometéis a este vasallaje y no renunciáis a vuestra insolente idolatría, os haremos dura guerra y os esclavizaremos incluyendo a lustras mujeres y a vuestros hijos, y os quitaremos vuestros bienes”
Naturalmente, los indios no entendían el castellano y mal podían acatar la Real Orden por muy vasallos de Castilla que fuesen ahora. Seguramente los confiados indígenas, después de rascarse la cabeza y esbozar una leve sonrisa, se quedaban inquisitivamente absortos, y con infantil inocencia, contemplaban a los barbudos soldados. Acto seguido, los que no escapaban eran engrillados y conducidos a la nave que aguardaba en la playa.

## Perlero y esclavista
En 1527, llegaba a la isla Pedro Ortiz de Matienzo, como alcalde mayor nombrado por la Real Audiencia de Santo Domingo. El funcionario entabla buena amistad con Jaén y lo nombra ejecutor de varios cargos fiscales, además de formar compañía con él y otros españoles de la isla para la caza de esclavos con el objeto de utilizarlos como buceadores en las pesquerías de perlas.
Quizás para estar más cerca de Dios y que le perdonara sus pecados esclavistas, Jaén es nombrado en 1528, mayordomo de la iglesia de Cubagua y de la cofradía de San Antón. Ese mismo año, ante el inminente ataque del pirata Diego Ingenios, se reúne la comisión defensiva de la isla y Antón Jaén es encargado de comandar el pelotón que defienda la isla.. 
Con escasas armas y media docena de pequeñas piezas de artillería, los de Cubagua ayudados por los de Margarita, que habían acudido en su socorro, lograron repeler el ataque, y los piratas derrotados y maltrechos, desistieron del saqueo insular ante la pérdida de 35 de sus hombres. 

## Negociantes y mandatario
Los negocios de Jaén siguen prosperando, tiene esclavos que le sirvan, barcazas de cabotaje, varias docenas de canoas para la pesca de las perlas y almacenes atestados de todo lo que necesitan los isleños. Por sus rentables negocios, Jaén se ha convertido en el hombre más rico e influyente de la comarca, puesto que además de los enormes beneficios de las perlas, los suministros generales le dan unas ganancias que sobrepasan los cinco mil ducados anuales. 
Y como el dinero atrae poder, a partir de 1.530 empezará a ocupar cargos oficiales; es nombrado veedor, teniente de alcalde, y desde 1532 hasta 1534 ejercerá como alcalde mayor. En 1538 era mayordomo de los fondos municipales. Anteriormente decretó las primeras ordenanzas municipales para el régimen de la isla, que históricamente fueron las primeras disposiciones oficiales que se dictaron en Venezuela.
Su mandato se caracterizó por el reglamentado cumplimiento de las leyes. El gobernador de la isla de Trinidad, Antonio Sedeño, había alquilado una carabela para trasladar ciertas mercancías a Puerto Rico, Jaén olió manejos dolosos, detuvo a la tripulación, a los pasajeros que se encontraban a bordo y confiscó la embarcación del gobernador. 
A partir de 1537, comienza la decadencia de la isla, porque además de una invasión de tiburones que mataron a varios buceadores, los ostiales de las perlas comenzaron a agotarse por la sistemática explotación a que los sometían. Muchos de sus habitantes se mudaron para el Cabo de la Vela y la isla de Margarita. En esta isla, Antón Jaén también sería alcalde en 1542.
Hacia 1545, Antón Jaén desaparece de Margarita y no se vuelven a tener noticias de él. Parece ser que se estableció en Santo Domingo, y según crónicas de la época, en los últimos años de su vida, vivía en la isla dominicana implorando limosna por las calles.